# هانو تایپاله
هانو تایپاله (انگلیسی: Hannu Taipale؛ زادهٔ ۲۲ ژوئن ۱۹۴۰) اسکی‌باز صحرانوردی اهل فنلاند است.